# セネカ (オレゴン州)
セネカ（Seneca）はオレゴン州グラント郡にある都市。ブルーマウンテンの麓に位置し、郡庁所在地であるキャニオンシティはアメリカ国道395号線で南へ37キロメートル進んだ所にある。また、マルール国有林の端に位置する。2010年の国勢調査によると、人口は199人。

## 歴史

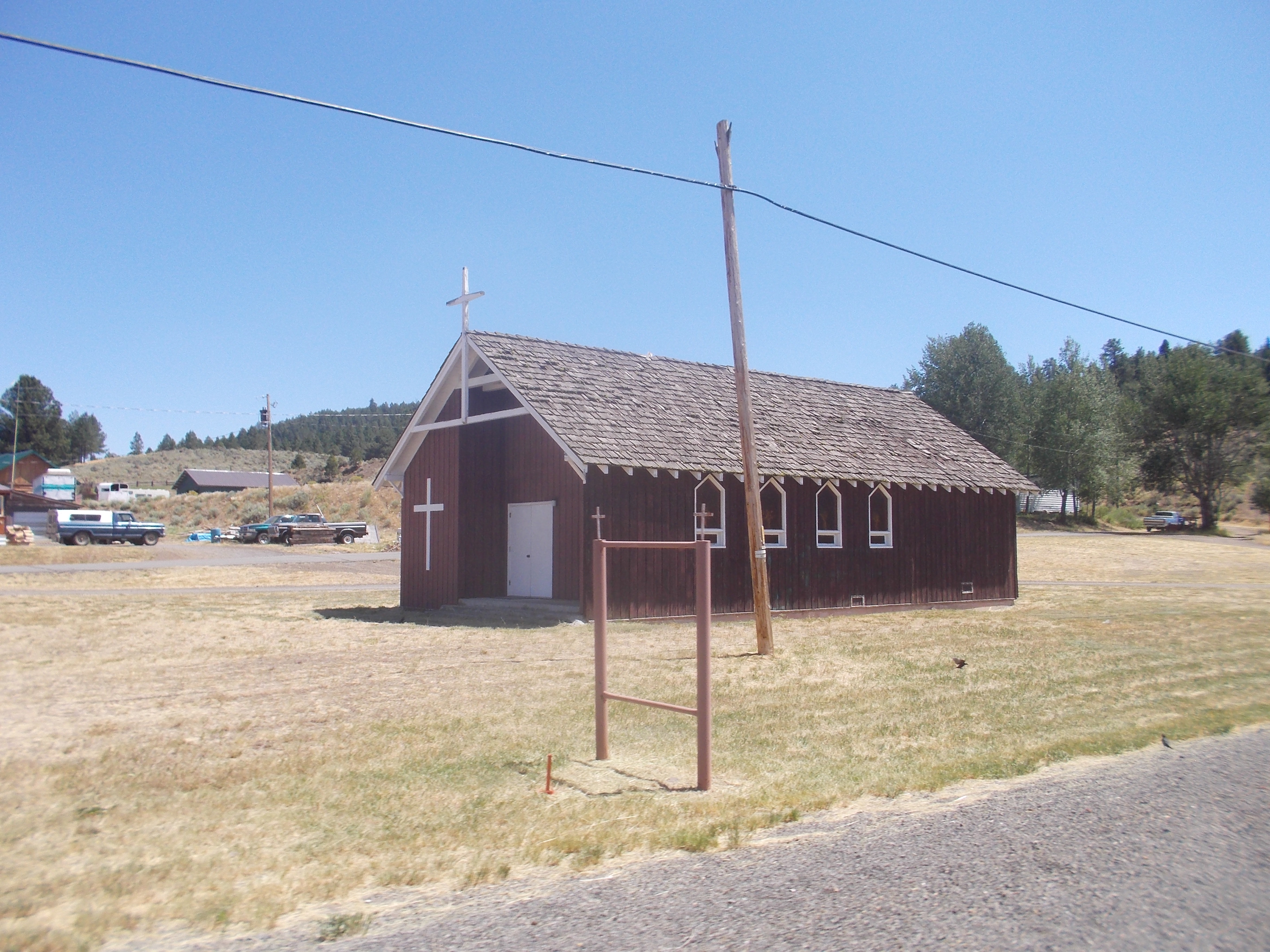
セネカにある教会

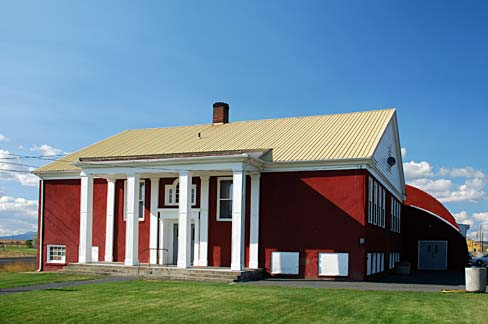
セネカ小学校

セネカ郵便局は1895年に設立され、郵便局長ミニー・サウスワースが義理の弟であるポートランド裁判官セネカ・スミスから「セネカ」と名付けられた。
初期の入植者は19世紀後半から存在したが、1929年にオレゴン&ノースウェスタン鉄道の北端の駅が設置されたことにより発展を遂げた。この鉄道はエドワード・ハインズ材木会社によって所有され、南にあるハーニー郡バーンズまで続いていた。この鉄道はマルール国有林から切り出され、セネカに集められた材木を製材所のあるハインズまで輸送するために利用されていた。この企業はセネカにも材木加工工場を設置し、この町は次第に企業城下町となり、1940年には人口が275人まで増えた。しかし、1970年代に伐採量は減少、ハインズ材木会社は製材所と鉄道の運営を1984年に終了した。この町は1970年に法人市となったが、その頃には企業城下町としての色は薄れていた。1980年の国勢調査によると人口は285人、2007年には270人と推定されている。

## 地理
アメリカ合衆国国勢調査によると、市の面積は2.07平方キロメートルで、全て陸面積である。
セネカはグレートベースン北端にあるベアー・ベレーに位置する。

## 経済
セネカの主要産業は牧畜と林業である。

## 教育
セネカの教育はグラント郡公立学区が担当し、セネカ小学校が立地している。セネカ小学校を卒業した生徒はジョンデイにあるグラントユニオン中等学校へ進学する。セネカ小学校はハインズ材木会社によって1930年代に設立されたが、2011年現在の児童数は58名である。

## 気候
| セネカの気候              | セネカの気候 | セネカの気候 | セネカの気候 | セネカの気候 | セネカの気候 | セネカの気候 | セネカの気候 | セネカの気候 | セネカの気候 | セネカの気候 | セネカの気候 | セネカの気候 | セネカの気候  |
| 月                        | 1月          | 2月          | 3月          | 4月          | 5月          | 6月          | 7月          | 8月          | 9月          | 10月         | 11月         | 12月         | 年            |
| ------------------------- | ------------ | ------------ | ------------ | ------------ | ------------ | ------------ | ------------ | ------------ | ------------ | ------------ | ------------ | ------------ | ------------- |
| 最高気温記録 °F （°C）    | 58 (14)      | 64 (18)      | 74 (23)      | 83 (28)      | 89 (32)      | 104 (40)     | 104 (40)     | 100 (38)     | 96 (36)      | 90 (32)      | 72 (22)      | 63 (17)      | 104 (40)      |
| 平均最高気温 °F （°C）    | 34.5 (1.4)   | 39.2 (4)     | 45.3 (7.4)   | 53.4 (11.9)  | 61.6 (16.4)  | 70.8 (21.6)  | 81.8 (27.7)  | 80.6 (27)    | 72.2 (22.3)  | 60.4 (15.8)  | 45.4 (7.4)   | 36.4 (2.4)   | 56.8 (13.78)  |
| 日平均気温 °F （°C）      | 21.8 (−5.7)  | 25.8 (−3.4)  | 32.2 (0.1)   | 39.7 (4.3)   | 46.6 (8.1)   | 53.3 (11.8)  | 59.8 (15.4)  | 57.7 (14.3)  | 49.8 (9.9)   | 41.2 (5.1)   | 31.5 (−0.3)  | 24.1 (−4.4)  | 40.29 (4.6)   |
| 平均最低気温 °F （°C）    | 9.2 (−12.7)  | 12.4 (−10.9) | 19.0 (−7.2)  | 25.9 (−3.4)  | 31.5 (−0.3)  | 35.9 (2.2)   | 37.8 (3.2)   | 34.9 (1.6)   | 27.5 (−2.5)  | 21.9 (−5.6)  | 17.8 (−7.9)  | 11.7 (−11.3) | 23.79 (−4.57) |
| 最低気温記録 °F （°C）    | −43 (−42)    | −54 (−48)    | −26 (−32)    | 2 (−17)      | 6 (−14)      | 16 (−9)      | 19 (−7)      | 13 (−11)     | 1 (−17)      | −11 (−24)    | −31 (−35)    | −48 (−44)    | −54 (−48)     |
| 降水量 inch （mm）        | 1.46 (37.1)  | 1.07 (27.2)  | 1.20 (30.5)  | 1.05 (26.7)  | 1.47 (37.3)  | 1.08 (27.4)  | 0.52 (13.2)  | 0.67 (17)    | 0.64 (16.3)  | 0.89 (22.6)  | 1.40 (35.6)  | 1.67 (42.4)  | 13.11 (333)   |
| 降雪量 inch （cm）        | 14.8 (37.6)  | 10.2 (25.9)  | 7.2 (18.3)   | 2.4 (6.1)    | 0.7 (1.8)    | 0.0 (0)      | 0.0 (0)      | 0.0 (0)      | 0.0 (0)      | 1.1 (2.8)    | 6.4 (16.3)   | 15.0 (38.1)  | 57.8 (146.8)  |
| 平均降水日数 （≥0.01 in） | 11           | 9            | 9            | 8            | 8            | 7            | 3            | 3            | 4            | 6            | 10           | 12           | 90            |
| 出典：WRCC, Weatherbase   |              |              |              |              |              |              |              |              |              |              |              |              |               |